# Panik
Panik je naseljeno mjesto u općini Bileća, Republika Srpska, Bosna i Hercegovina.

## Povijest
U rimsko doba ovdje je nalazila putna stanica Leusinium oko koje se razvio čitav građevinski kompleks. Villa urbana na lokalitetu Crkvina-Parežani bila je smještena na najljepšem položaju uz rijeku Trebišnjicu, izgrađena u obliku "U vile". Dva kompleksa prostorija koja su ležala naspramno, i obuhvaćala banju i reprezentativne prostorije, bile su na jednom kraju vezane trijemovima i tako zatvarali veliki četverokutni prostor, vjerojatno vrt. Gabariti objekta, sitni nalazi, luksuznost u opremanju, posebice stambenih dijelova, blizina manjih vila rustika koje su ulazile u domeni ovih velikih zdanja ukazuju na to da je ova vila bila sjedište jednog velikog posjeda. U jednoj od prostorija pronađeni su najraniji tragovi kršćanstva u Bosni i Hercegovini. Prostorija je u obliku križa iz vremenu kada je kršćanstvo bilo van zakona i proganjano. U njoj se u određenoj mjeri sačuvao mozaik izuzetnih umjetničkih vrijednosti. 
Vila rustika na Dračevoj strani posjedovala je pomoćne prostorije u funkciji radionica, ostava, staja i slično. Utvrđeno je postojanje i tri grupe zgrada koje se sastoje od uskih i dugih krakova jednakih širina i u njima se nalazio jedan red velikih ili dva reda manjih prostorija. Po nalazima poljoprivrednog oruđa i velikih kamenih sudova za preradu poljoprivrednih proizvoda (mlinovi za mljevenje žita) može se zaključiti da su ove gospodarske prostorije služile, prije svega, za radove u vezi s poljoprivredom.
Podizanjem brane Grančarevo na rijeci Trebišnjici stvoreno je Bilećko jezero. Voda je prekrila nekoliko naselja, među kojima i naselje Panik. Osim kuća i imanja, ispod Bilećkog jezera tada je ostalo i bogato kulturno-povijesno naslijeđe. Jedan manji pokretni dio nalaza prebačen je u muzej u Nikšiću.

## Stanovništvo

### Popisi 1971. – 1991.
| Panik         |            |            |            |
| godina popisa | 1991.      | 1981.      | 1971.      |
| Srbi          | 2 (100,0%) | 3 (100,0%) | 6 (100,0%) |
| ukupno        | 2          | 3          | 6          |

### Popis 2013.
| Panik         |       |
| godina popisa | 2013. |
| ukupno        | 0     |

## Vanjske poveznice
- Službene mrežne stranice općine Bileća